# ハビエル・マロート
ハビエル・イグナシオ・マロート・アランサバル（スペイン語: Javier Ignacio Maroto Aranzabal, 1972年1月6日 - ）は、スペイン・アラバ県ビトリア＝ガステイス出身の政治家（男性）。国民党(PP)所属。2011年から2015年までビトリア＝ガステイス市長を務めた。2016年から2019年までスペイン下院議員を務め、2019年からスペイン上院議員を務めている。

## 経歴
1972年1月6日、アラバ県の県都ビトリアに生まれた。ビトリアのサン・ビアトール学校で学んだ後、バスク州ビスカヤ県ビルバオのデウスト大学で経済学・経営学の学士号を取得した。

### 市議会議員時代
国民党(PP)のアラバ県青年組織に所属し、1999年から2011年までビトリア＝ガステイス市議会議員を務めた。国民党がビトリア＝ガステイス市政の座に就くと、マロートは副市長や財政委員会のメンバーを務めた。アルフォンソ・アロンソが市長を務めた2期の間にはビトリア＝ガステイス市政府スポークスパーソンを務め、また自治体立企業であるヒルサの社長を務めた。ビトリア＝ガステイスの工業用地の管理を担当し、新技術委員会のメンバーでもあった。
2008年にはビトリア＝ガステイス市議会で国民党のスポークスパーソンとなり、サルブルア地区やサバルガナ地区など、ビトリア＝ガステイスの都市域拡大を担当していた自治体立企業であるウィデニング21の取締役も務めた。さらには国民党アラバ県支部長を務めた。公に所属政党の同性婚に対する姿勢を批判する数少ない人物のひとりであり、2010年11月5日にラジオ・ビトリアが行ったインタビューで、「同性婚法案を排除するのは間違いだ」と述べた。

### 市長時代
2011年のビトリア＝ガステイス議会選挙には筆頭候補（市長候補）として臨んだ。国民党は9議席を獲得し、6月11日にはマロートが市長に就任した。マロートの任期中の2012年にはビトリア＝ガステイスが欧州グリーン首都を務めた（受賞決定は就任前）。2012年11月29日、2013年の欧州グリーン首都であるナント（フランス）市長のPatrick Rimbertに対して移行式を行った。
2015年のビトリア＝ガステイス議会選挙で、国民党は最多得票を得て9議席を獲得した。しかし、第二党以下の政党が選挙後協力を行い、バスク民族主義党(PNV)のゴルカ・ウルタランが市長に就任、マロートは市長の座を降りて市議会議員となった。2015年6月18日、マロートは国民党の全国委員会のメンバーとなった。

### 国会議員時代

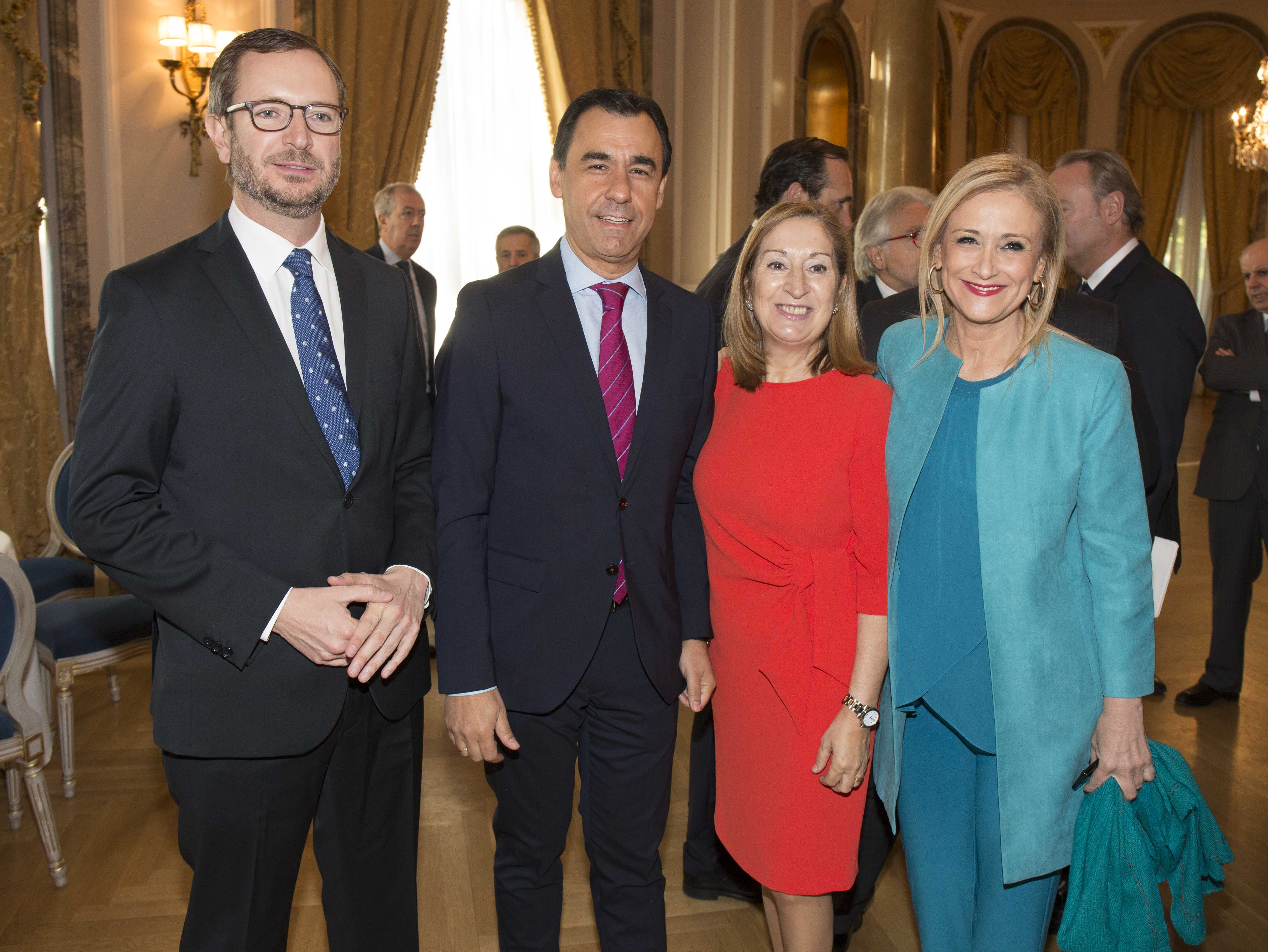
左からマロート、フェルナンド・マルティネス・マイロ国民党副事務総長、アナ・パストール・フリアン下院議長、マドリード州首相のクリスティーナ・シフエンテス（2017年11月7日）

2016年6月26日に行われた2016年スペイン議会総選挙ではスペイン下院議員に当選した。2019年4月28日に行われた2019年4月スペイン議会総選挙では下院議員の座を失ったが、同年7月24日にはカスティーリャ・イ・レオン州議会によってスペイン上院議員に選出された。

## 人物
スペインでは左派のスペイン社会労働党(PSOE)が政権を担っていた2005年に同性婚が合法化された（スペインの同性婚）が、マロートが所属する右派の野党国民党(PP)は同性婚合法化法案に反対していた。2015年6月、マロートは長年のパートナーであるホセ・マヌエル・ロドリゲス（男性）との婚約を発表し、9月18日にはビトリア＝ガステイス庁舎で結婚式が開催された。この結婚式には2005年の合法化時に国民党党首だったマリアーノ・ラホイ首相も参列したことで、政治的重要性も付与された結婚式となった。